# Narragansett Pier Railroad

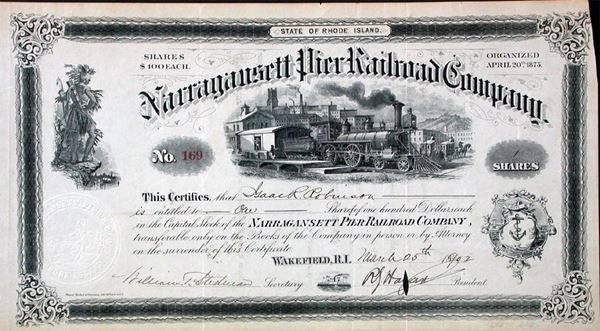
Aktie der Narragansett Pier Railroad Company von 1902

| Narragansett Pier Railroad        | Narragansett Pier Railroad |
| --------------------------------- | -------------------------- |
| Dampflok Nr. 3                    |                            |
| Streckenverlauf an der South Pier |                            |
| Streckenlänge:                    | 13 km                      |
| Spurweite:                        | 1435 mm (Normalspur)       |
|                                   |                            |

Die Narragansett Pier Railroad war eine 13 km lange Eisenbahn von West Kingston nach Narragansett Pier im Süden von Rhode Island.

## Geschichte

### Gründung und Betriebsaufnahme

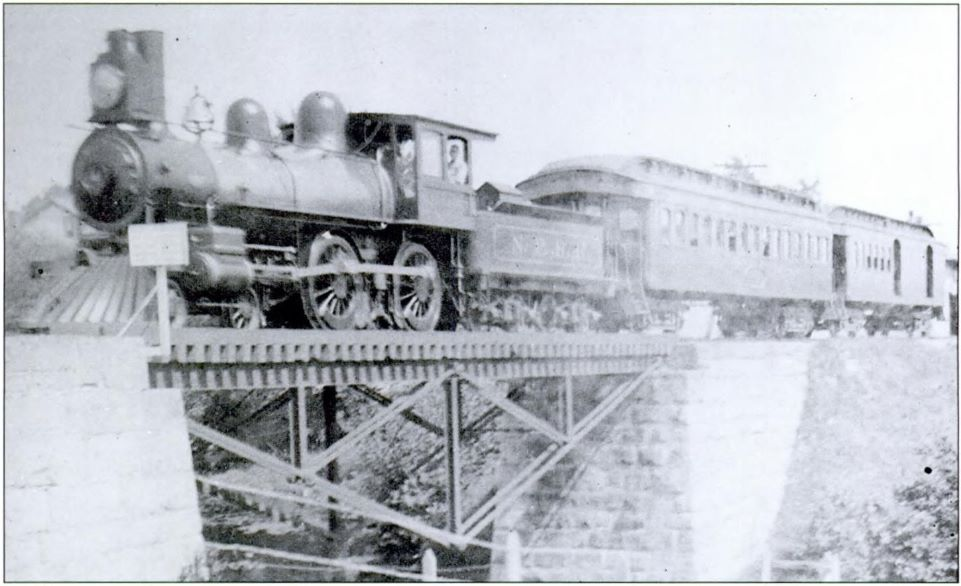
Dampflok der Narragansett Pier Railroad auf einer Stahlbrücke

Die Narragansett Pier Railroad wurde im Januar 1868 gegründet und am 17. Juli 1876 vom Bahnhof Kingston bis Narragansett Pier in Betrieb genommen. Sie wurde von der Familie Hazard aus Rhode Island gebaut, um ihre Spinnereien und Webereien in Peace Dale und Wakefield mit der New York, Providence and Boston Railroad und Ozeandampfern an der  Narragansett Pier zu verbinden. Von 1876 bis 1952 gab es Personenverkehr
1890 beförderte die Bahn über 100.000 Fahrgäste und tausende Tonnen Fracht und Gepäck. Ein Expresszug brauchte von Kingston bis Narragansett 13 Minuten. In den 1880er und 1890er Jahren, während des Gilded Age von Newport wurden private Eisenbahnwagen wohlhabender Familien aus Philadelphia, New York und anderen Städten von Kingston über die Narragansett Pier Railroad an die Narragansett Pier gebracht, von wo die Fahrgäste auf ein Dampfschiff der Eisenbahngesellschaft umsteigen konnten, um zu ihren Sommerhäusern in  Newport auf Rhode Island weiter zu fahren.  Diese Touren endeten allerdings mit dem Verkauf des Dampfschiffs Manises am Saisonende von 1900.
Eine bekannte Anekdote über einen feindlichen Übernahmeversuch handelt über einen Telegrammaustausch, als der Präsident der Pennsylvania Railroad sich die Narragansett Pier Rail Road von deren Präsidenten John N. Hazard kaufen wollte. Nach dem Erhalt eines Telegrammes bezüglich des Kaufpreises soll dieser geantwortet haben: „Meine wird nicht verkauft. Was kostet Ihre?“ („Mine not for sale. How much for yours?“)

### Streit mit der Sea View Line

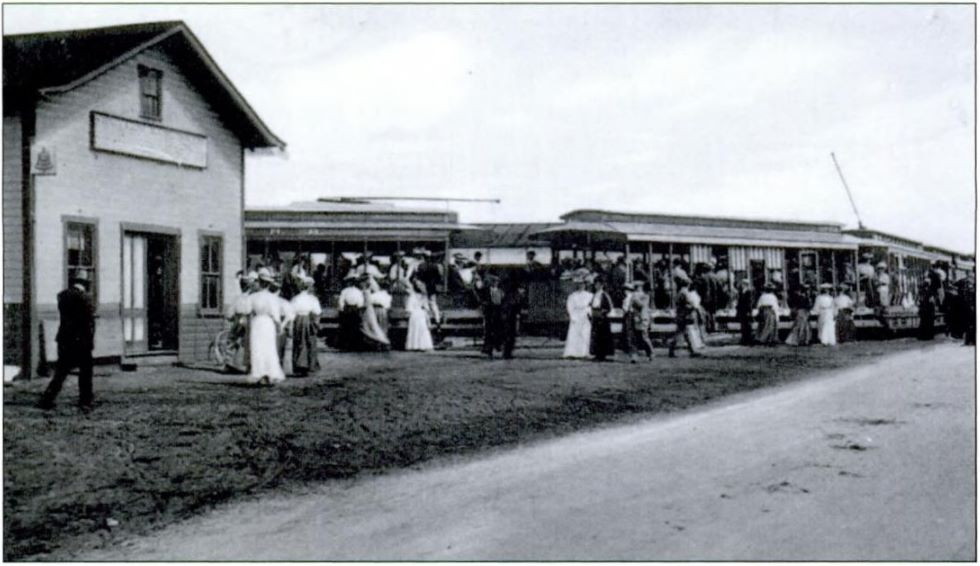
Elektrische Straßenbahn der Sea View Line an der Haltestelle Sea View

Von 1904 bis 1907 durften auf dem Streckenabschnitt zwischen Peace Dale und Narragansett Pier elektrische Straßenbahnen der Sea View Line fahren. Da die New Haven Railroad beim Personenverkehr mit der Narragansett Pier Railroad im Wettbewerb stand, begann sie im Jahr 1904 geheime Verhandlungen mit dem Sea View Line, um mehr Passagiere, die von Providence zur Pier wollten, zu gewinnen. Die Verhandlungen und der anschließende Vertrag wurden streng vertraulich behandelt, und die erforderliche Bauarbeiten an der Hunt's-River-Brücke wurden heimlich an einem Samstag durchgeführt, um keine Aufmerksamkeit zu erregen: Am 25. Juni 1904 trafen sich an einem Samstagmorgen zwei Eisenbahninstandhaltungsteams an der Hunt's-River-Brücke, die an der Grenze zwischen North Kingstown und East Greenwich liegt. Die Arbeiter der  New Haven Railroad bauten zwei hölzerne Bahnsteige entlang ihrer zweigleisigen Strecke, während die der Sea View Electric Trolley Line eine leicht abschüssige Abzweigung von ihrer Linie neben den neu gebauten Bahnsteigen verlegten.
Ab der ersten Juli-Woche 1904 konnten Tagesausflügler samstags oder sonntags vormittags von Providence mit einem von vier Schnellzügen zur Hunt's-River-Brücke fahren und dort in eine bereits wartenden elektrische Express-Straßenbahn zur Pier umsteigen. Über die gleiche Regelung kehrten sie am späten Nachmittag oder Abend nach Hause zurück. Die Rundfahrt kostet nur 1,00 $ im Vergleich zu 1,25 $ für die Hin- und Rückfahrtkarte der Narragansett Pier Railway. Es gab sogar ein optionales Ticket-Upgrade für ein Strand-Abendessen im nahe gelegenen Narragansett Pier Hotel. Da die Haltestelle Ouida der Sea View Railway direkt neben dem der Pier lag, sparten sich die Ausflügler auch jeweils einen 1 km lange Fußweg von der Haltestelle der Narragansett Pier Eisenbahn an der Boon Street bis zur Pier. Wegen der sinkenden Fahrgastzahlen stornierte die Narragansett Pier Railway so schnell wie möglich ihren langjährigen Vertrag mit der Sea View Railway, der dieser erlaubt hatte, den Streckenabschnitt in Richtung Wakefield and Peace Dale zu nutzen.
Im Jahr 1907 schlug die Sea View Line zurück: Mit der Unterstützung der New Haven Railroad und Marsden Perrys United Electric Railway, verlegte sie ein eigenes Straßenbahngleis von Sea View Junction entlang der Südseite des Tower Hill und auf dem Mittelstreifen der Main Street in Wakefield, das aber kurz vor der Narragansett Pier abrupt endete, weil die Narragansett Pier Railroad eine Schienenkreuzung strikt ablehnte.

### Ende des Bahnbetriebs
Der fahrplanmäßige Personenverkehr der Narragansett Pier Railway endete am 31. Dezember 1952, wonach aber bis in die 1970er Jahre noch gelegentliche Ausflugsfahrten angeboten wurden. Die Hauptgeschäftsstelle war in Peace Dale, wo heute noch ein zweiständiger Ringlokschuppen steht.
In den 1970er Jahren gab es noch nennenswerten Güterverkehr von Dünger, Holz und Baustoffen. Die südliche Endstation der Bahnstrecke wurde später von der Narragansett Pier nach Wakefield zurückverlegt, wodurch die Strecke auf 10 km verkürzt wurde. Bis 1981 wurde die Strecke nur noch auf den 3 km zwischen Kingston und Peace Dale betrieben. Der Betrieb wurde 1981 ausgesetzt, und die Strecke seitdem nicht wieder in Betrieb genommen.

### William C. O’Neill Bike Path

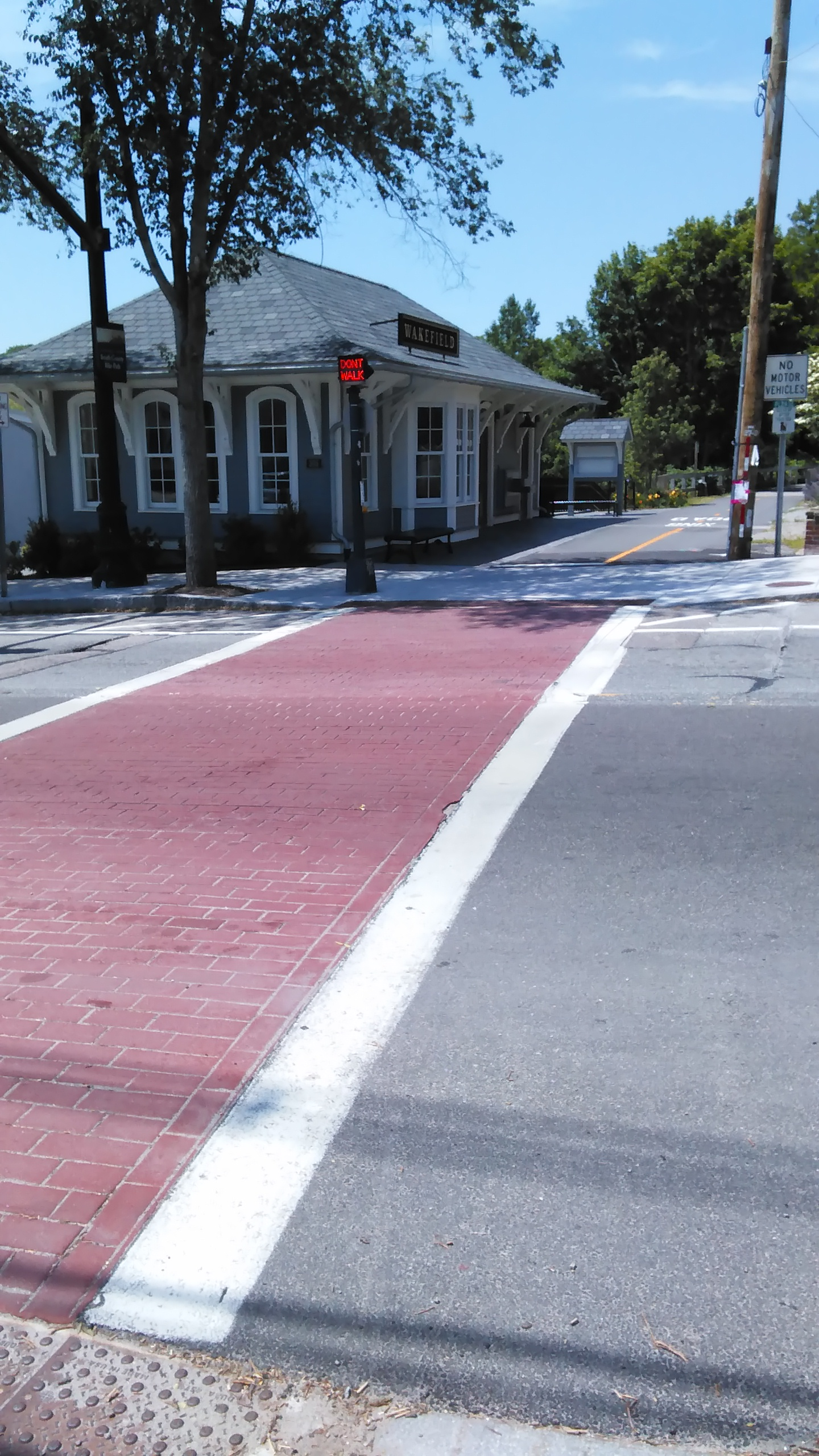
Der William C. O’Neill Bike Path an der RI 108 mit dem ehemaligen Bahnhofsgebäude von Wakefield im Hintergrund

Etwa 9 km der Strecke wurden in den William C. O’Neill Bike Path umgewandelt, der früher unter dem Namen South County Bike Path bekannt war. Die erste Phase wurde im Jahr 2000 abgeschlossen und die zweite Phase im Jahr 2003. Die dritte Phase des Projekts bis zur Mumford Rd wurde 2011 eröffnet.